# اسکوئر (شرکت بازی‌های ویدئویی)
شرکت اسکوئر (به ژاپنی: 株式会社スクウェア Kabushiki-gaisha Sukuwea) یک شرکت ژاپنی تولیدکننده بازی‌های رایانه‌ای بود که در سپتامبر ۱۹۹۸ توسط ماسافومی میاموتو پایه‌گذاری شد. این شرکت در سال ۲۰۰۳ در شرکت انیکس ادغام شد و شرکت اسکوئر انیکس را به وجود آورد.

اسکورسافت (به انگلیسی: Squaresoft) نام نشان تجاری شرکت اسکور بود که در بازه زمانی ۱۹۹۲ تا ۲۰۰۳ برای محصولات این شرکت استفاده می‌شد.
از محصولات این شرکت می‌توان به برخی بازی‌های رایانه‌ای مشهوری چون مهاجم مقبره، فاینال فانتزی، کرانو کراس و پارازیت ایو اشاره کرد.

نشان تجاری اسکوئرسافت که در بازه زمانی ۱۹۹۲ تا ۲۰۰۳ برای محصولات شرکت اسکور استفاده می‌شد.